# Bietigheimer Zeitung
Die Bietigheimer Zeitung ist eine Tageszeitung mit Sitz in Bietigheim-Bissingen, die mit drei Ausgaben in Bietigheim, Bönnigheim und Sachsenheim im Landkreis Ludwigsburg erscheint. Sie gehört zum redaktionellen Mantelverbund der Südwest Presse in Ulm und zur Anzeigengemeinschaft Stuttgart, zu der beispielsweise auch die Stuttgarter Zeitung, Der Teckbote und die Nürtinger Zeitung gehören. Im Jahr 2006 hat die Neue Pressegesellschaft mbH & Co KG, der Verlag der Südwest Presse, eine Minderheitsbeteiligung an der Bietigheimer Zeitung erworben. Diesen Anteil übernimmt zum 1. Januar 2019 die Stuttgarter Zeitung Verlagsgesellschaft mbH, die Teil der Südwestdeutsche Medien Holding ist.
Die verkaufte Auflage beträgt 7945 Exemplare, ein Minus von 45 Prozent seit 1998.

## Verbreitungsgebiet
Die drei Ausgaben Bietigheimer Zeitung, Bönnigheimer Zeitung und Sachsenheimer Zeitung erscheinen im Landkreis Ludwigsburg.

## Auflage
Die Bietigheimer Zeitung hat wie die meisten deutschen Tageszeitungen in den vergangenen Jahren an Auflage eingebüßt. Die verkaufte Auflage ist in den vergangenen 10 Jahren um durchschnittlich 3,6 % pro Jahr gesunken. Im vergangenen Jahr hat sie um 6,3 % abgenommen. Sie beträgt gegenwärtig 7945 Exemplare für alle drei Ausgaben. Der Anteil der Abonnements an der verkauften Auflage liegt bei 91,4 Prozent.
| 1998  | 1999  | 2000  | 2001  | 2002  | 2003  | 2004  | 2005  | 2006  | 2007  | 2008  | 2009  | 2010  | 2011  | 2012  | 2013  | 2014  | 2015  | 2016  | 2017  | 2018  | 2019 | 2020 | 2021 | 2022 | 2023 | 2024 |
| ----- | ----- | ----- | ----- | ----- | ----- | ----- | ----- | ----- | ----- | ----- | ----- | ----- | ----- | ----- | ----- | ----- | ----- | ----- | ----- | ----- | ---- | ---- | ---- | ---- | ---- | ---- |
| 14455 | 14285 | 14265 | 14509 | 14336 | 14156 | 13959 | 13731 | 13568 | 13200 | 12950 | 12558 | 12284 | 12127 | 11974 | 11645 | 11466 | 11136 | 10905 | 10602 | 10162 | 9706 | 9408 | 9082 | 8648 | 8483 | 7945 |